# Charles Burton (universitaire)
Pour les articles homonymes, voir Charles Burton et Burton.
Charles Burton, (né à Ottawa en 1955) est associate professor, de science politique à l'université Brock à Saint Catharines (Ontario) au Canada, spécialiste de la Chine et de la Corée du Nord.
En 1987, il obtient son doctorat de l'université de Toronto après ses études à l'université de Cambridge (études orientales) et de Fudan. Il est Izaak Walton Killam Memorial Post-Doctoral Scholar de 1986 à 1988.
De 1991 à 1993, et de 1998 à 2000, il est conseiller à l'ambassade du Canada en Chine.
Il a visité la Chine de novembre à décembre 2008 pour y représenter l'université Brock lors de la cérémonie du 50e anniversaire de l'université Minjiang. Il a présenté une lettre et un cadeau du président de Brock, le professeur Lightstone au président du Minjiang, le professeur Yang Bin. Il a également présenté une lettre d'invitation au vice-président du Minjiang, Zhao Linbin. Dans le cadre de son voyage, il a prononcé un discours à l'université normale de Hebei à Shijiazhuang.
Il a donné une conférence sur l'approche de la Chine sur le développement et l'intendance environnementale au Tibet lors de la sixième Convention internationale des parlementaires sur le Tibet à Ottawa en avril 2012. A cette occasion, il fut reçu en audience par le dalaï-lama.

## Publications
- Political and Social Change in China Since 1978, Greenwood Press, 1990,  (ISBN 0313268347 et 9780313268342), 215 pages